# منير حبيب
منير حبيب سوري شارك في الإعداد والتدريب والتجهيز للرحلة الفضائية السورية السوفيتية المشتركة عام 1987 وذلك ضمن إطار التعاون العلمي في مجال الفضاء بين سوريا سوريا والاتحاد السوفييتي، حيث شاركت الهيئة السورية العامة للاستشعار عن بعد. تم في البداية اختيار 50 طياراً سورياً، وبعد الاختبارت من قبل علماء روس وسوريين وقع الاختيار على اثنين هما رائد الفضاء محمد فارس و منير حبيب. استمر الإعداد والتدريب في مدينة الفضاء في روسيا لمدة قاربت السنتين قبل انطلاق الرحلة الفضائية.

## رحلة الفضاء السورية السوفيتية
انطلقت الرحلة الفضائية السورية السوفيتية المشتركة على متن المركبة الفضائية صباح 22 تموز 1987 سويوز T.M.3 بطاقم مؤلف من رائد الفضاء الروسي ألكسندر فيكتورينكو ورائد الفضاء السوري محمد فارس ورائد الفضاء الروسي ألكسندر ألكساندروف، وكان منير حبيب طيّار احتياطي في المحطة الفضائية. وقد التحمت المركبة سويوز بالمحطة مير حتى 30 تموز 1987 م وبقيت في الفضاء أكثر من سبعة أيام.
نقلت المركبة الفضائية - سويوز 3 -إلى محطة مير الفضائية المدارية طاقماً سوفيتياً سورياً اشتمل على روّاد الفضاء الروس إس فيكتورينكو، أي بي اليكساندروف ورائد الفضاء السوري محمد فارس لإجراء البحث والتجارب المشتركة مع روّاد الفضاء الروس واي رومانينكو ولافيكين الموجودين على المحطة وأرسى بميناء مير الخلفي في الساعة 3:30 بتوقيت غرينيتش في يوم 24 يوليو/تموز عام 1987م. وانفصلت المركبة بالميناء الخلفي 30 في يوليو/تموز وانفصل في الساعة 05:55 بتوقيت غرينيتش وفي 29 ديسمبر/كانون الأول أرجع اليكساندروف، ويوري رومانينكو المركبة (ع ت سويز -2)، وأناتولي ليفتشينكو المركبة (ع ت سويز -4) إلى الأرض. وهبطت المركبة في 29 ديسمبر/كانون الأول 1987م في الساعة 09:16 بتوقيت غرينتش. قرب آركاليك.
طاقم الإسناد: منير حبيب السوري الاحتياطي للرائد محمد فارس، سافينيخ، سولوفيوف
عربة الانطلاق: سويوز 11 511 U 2. البرنامج: مير. الصنف: بشري. النوع: المركبة الفضائية. المركبة الفضائية: ع ت سويوز. الحمولة: ع ت سويوز 11 F 732 s /n 53. الكتلة: 7,100 كيلو غرام. الحضيض: 297 كيلومتر. الأوج: 353 كيلومتر. الميل: 51.6 deg. الفترة: 91.0 min. الإشارات: 1، 2، 6، 51.
انطلقت الرحلة من بيكونور؛ وهبطت في المنطقة الشمالية الشرقية لآركاليك بحوالي 80 كيلومتر بالمركبة الفضائية ع ت سويوز -2- ؛ وأرست على محطة مير الفضائية؛ وجراء تبادل طاقم جزئيا بحيث بقى أليكساندروف على محطة مير؛ وتمّ تصوير سوريا من الفضاء الخارجي وإجراء العديد من التجارب العلمية السورية.
ثم هبط أليكساندروف في 29.12.1987 بالمركبة الفضائية ع ت سويوز -3 .

## التجارب العلمية السورية التي تمت في الفضاء
التجارب العلمية السورية التي أعدت لتنفيذها على المحطة الفضائية مير في هذه الرحلة من قبل الهيئة السورية العامة للاستشعار عن بعد وعددها 13 تجربة في عدة مجالات هي كالتالي:
الطب الفضائي: متضمنة تخطيط القلب والدورة الدموية والرياضة وألية التكيف والتغيرات في كتلة العضلات وتوازن الجسم واختلاف الرؤية.
التعدين الفضائي: متضمنة أنصاف النواقل، خليط معدني جديد وبلورات جديدة. 
الغلاف الجوي للأرض: متضمنة ديناميكية الغلاف الجوي والإشعاع الشمسي.
مراقبة الموارد الأرضية: متضمنة تطبيقات الاستشعار عن بعد في مجال الزراعة والجيولوجيا والهيدرولوجيا والهيدروجيولوجيا والبيئة باستخدام الكاميرا MFK-6M والكاميرا KATE-140